# Шульгі

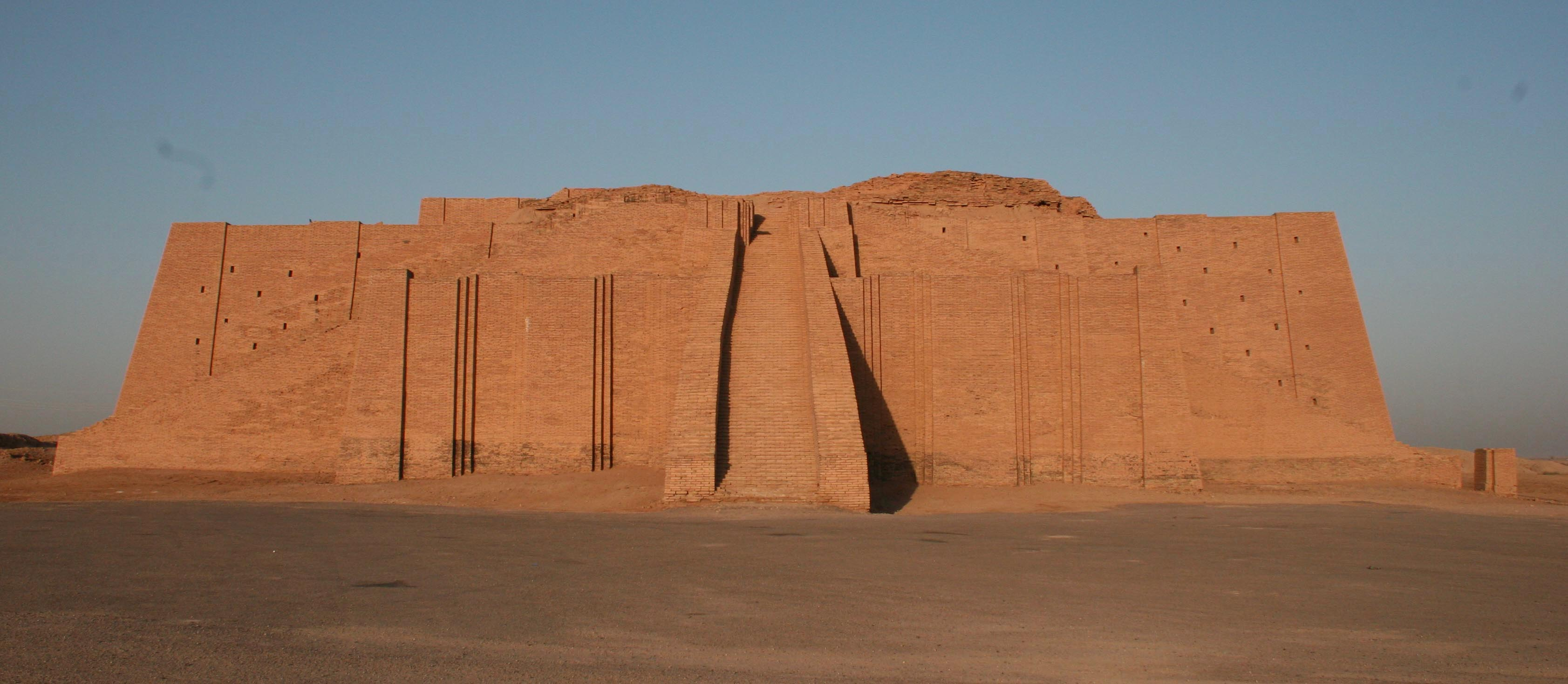
Зикурат в Урі, добудований при Шульгі

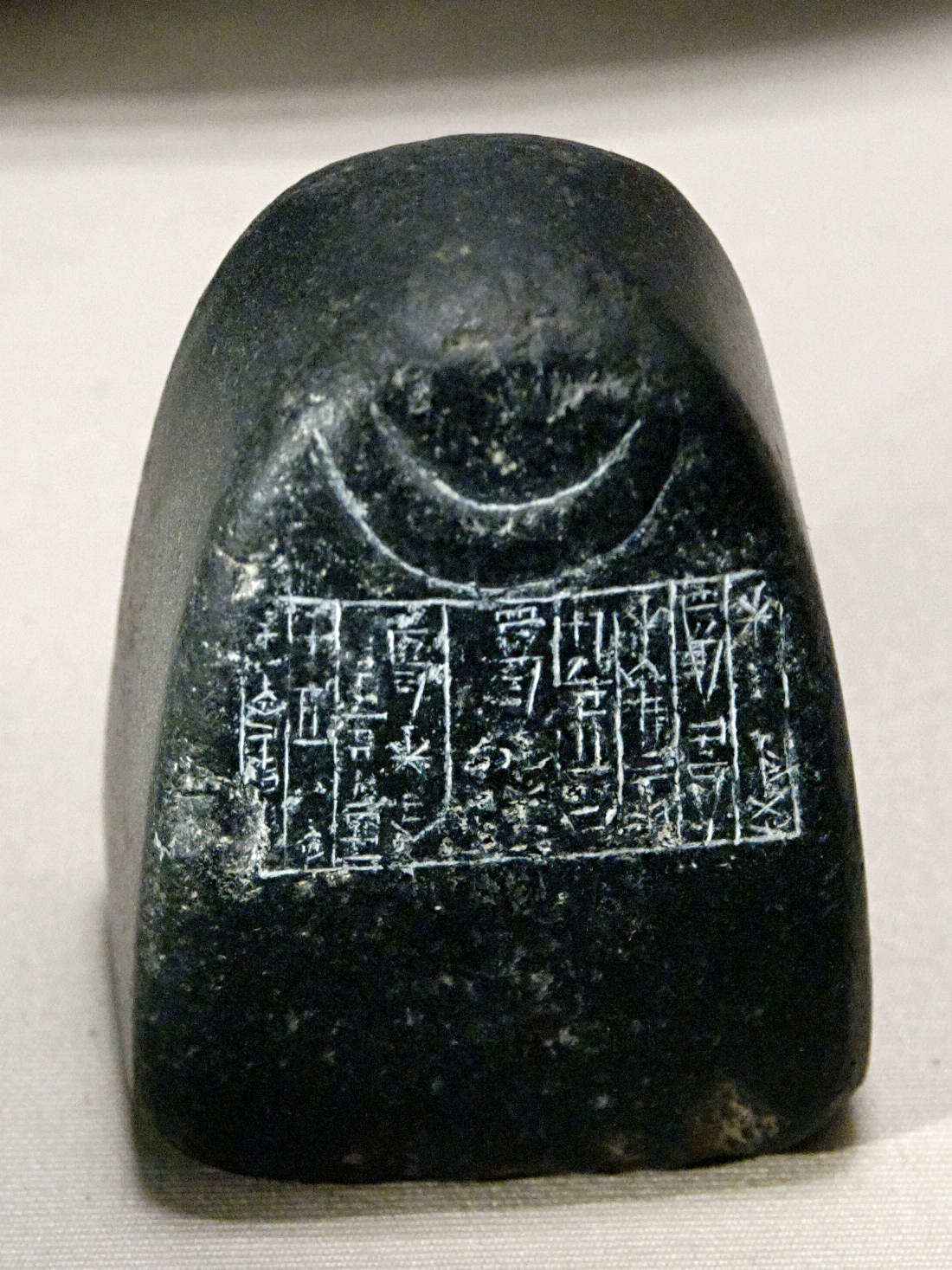
Вага в ½ міни (фактична вага 248 гр), запроваджена царем Шульгі. Має зображення серпа місяця; використовувалася в храмі бога Нанни в Урі. Діорит, початок XXI століття до нашої ери (III династії Ура)

Шульгі (аккад. šul-gi) — цар Уру, цар Шумеру і Аккаду, правив приблизно в 2094-2046 до н. е., з Третьої Династії Уру. Син Ур-Намму. Послідовно розширював отриману у спадок державу, довів до кінця будівництво розпочатих за його батька споруд. Археологи знайшли цеглини з печаткою Шульги там же, де і з печаткою Ур-Намму. Як і батько, Шульгі споруджує храми не тільки в Урі, а й в інших містах Шумера.

## Реорганізація армії
Довів до кінця розпочату Ур-Намму реорганізацію армії, створивши, як і свого часу Саргон Давній, замість піхоти з важким озброєнням загони легко озброєних лучників. 19-й рік правління Шульгі (бл. 2075 до н е.) відзначений у датувальній формулі як «рік коли громадяни Ура були зобов'язані службою списоносцями», мабуть, до цього вони були звільнені від військової служби. Є підстави припускати, що Шульгі роздавав землі своїм воїнам або невеликим підрозділам і завдяки цьому віддані цареві гарнізони, що мали свої власні джерела доходів, вірно захищали інтереси держави. За часів Шульгі в Шумері, очевидно, вже було й наймане військо. Хоча документи, що свідчать про появу найманців, відносяться до часу правління наступників Шульгі, початок цьому швидше за все поклав саме він.

## Завойовницькі походи
Успадкована царем Шульгі держава була невелика, вона займала південну і центральну частину долини Межиріччя, але Шульгі на чолі свого реорганізованого війська намагався розширити свою державу й домігся ряду значних успіхів. На сході до 28 року свого правління (бл. 2066 до н. е.) він завоював майже весь Елам і провадив від власного імені будівництва храмів у Сузах. Округами Еламу правили шумерські чиновники, а за правителів важкодоступних Еламських областей він видав своїх дочок. Так у 2076 до н. е. він видав одну дочку за царя Варахсе (або Мархаші); згодом, як повідомляє один напис, очевидно, після смерті чоловіка вона стала самостійною правителькою цієї області. Інша дочка у 2063 до н. е. віддана в дружини правителя Аншан а (або Анчана), що однак не завадило Шульгі згодом приблизно у 2060 (або 2059 до н. е.) почати похід проти Аншана і спустошити його. Але з часом з'ясувалося, що підтримувати силами тільки власних військ і чиновництва владу Ура над Еламом — країною відокремленою від Шумера горами і болотами — важко, тож Шульги перейшов до іншої системи. Він надав місцевій еліті самій управляти своїми номами (крім Суз), але шумерських воїнів тримав в Еламі, а Еламських в деяких шумерських гарнізонах.
На півночі на 43 році правління (бл. 2051 до н. е.) підпорядкував місто Ашшур (Ша-Ашшур, Шашрум), на 46 році правління (бл. 2048 до н. е.) — місто Урбіллум (Ербіль), на 26 році правління (бл. 2068 до н. е.) — плем'я лулубеїв і місто Сімуррум, а також ряд хурритських міст у передгір'ї Загроса (Ганхар (або Карахар), Харшині, Кімаш і Хумурті).
Ще далі просунувся Шульгі на заході і північному заході. Він повністю підпорядкував собі або принаймні мав значний вплив у Канеші, Каппадокії та Алалахії. Збереглися тексти про видачу забезпечення гінцям, які прибули в район Ніппура з Уршу та Ебли, а також про сплату правителями цих міст данини у вигляді обов'язкових поставок худоби на жертвопринесення в храмі Енліля, а в одному випадку — про данину деревиною. Таким чином, війська Шульгі просунулися від Нижнього до Верхнього моря, так само як армії Саргона і Нарам-Суена. Не дивно, що Шульги взяв собі титул «цар Ура, цар Шумера і Аккада, цар чотирьох сторін світу».

## Придушення заколотів
Усюди в завойованих країнах Шульгі ставив своїх намісників, розміщував військові гарнізони. Вся країна була розділена на округи, які могли збігатися, а могли й не збігатися з колишніми номами; на чолі них стояли енсі, але тепер це були або сини Шульги або просто чиновники, яких через сваволю царської адміністрації перекидали з місця на місце. Проте то в одному, то в іншому місці його великої держави спалахували повстання і Шульгі доводилося весь час посилати каральні експедиції в повсталі міста: так місто Сімуррум під час правління Шульгі зазнало розгрому 5 разів (на 26, 27, 33, 45 і 46 роках правління), тричі були розгромлені місто Ганхар (на 25, 32 і 46 роках) і плем'я луллубеїв (на 26, 33 і 46 роках). Два рази руйнувалися міста Харшині (28 і 49 року), Кімаш (47 і 49 роках) і Хумурті (47 і 49 роках).
Те, що Шульгі мав серйозні труднощі, намагаючись втихомирити і підпорядкувати субарейців, видно з листа, який один з його чиновників на ім'я Арадму переслав йому десь із Субіру. Арадму були дані вказівки Шульгі «тримати в хорошому стані дороги в країну Субіру», зміцнити кордони країни,«розвідати шляхи в країні»і "радитися із зібранням мудрих проти гнилого (?) Насіння (?) "- останній термін був, очевидно, умовним епітетом якогось не названого на ім'я субарейского вождя, який відмовлявся визнавати авторитет Шульгі. Але Арадму вважав ситуацію безнадійною; він оточив себе наближеними, у кожного з яких було в підпорядкуванні по 5000 чоловік. Це так налякало і деморалізував Арадму, що той не мав іншого виходу, як звернутися по допомогу до Шульгі. Збереглася відповідь Шульгі на цей лист, в якому Шульгі підозрює Арадму в зраді, вдається і до погроз, і до лестощів, намагаючись утримати Арадму від приєднання до субарейських повстанців.
До того ж в роки царювання Шульгі на західних кордонах Шумера дедалі частіше стали з'являтися озброєні загони держави Марі. Очевидно, це були амореї, що захопили це місто і заснували там свою державу. Про зіткненнях з амореями згадують і більш ранні джерела, наприклад написи аккадського царя Шаркалішаррі.

## Реорганізація життя всередині країни

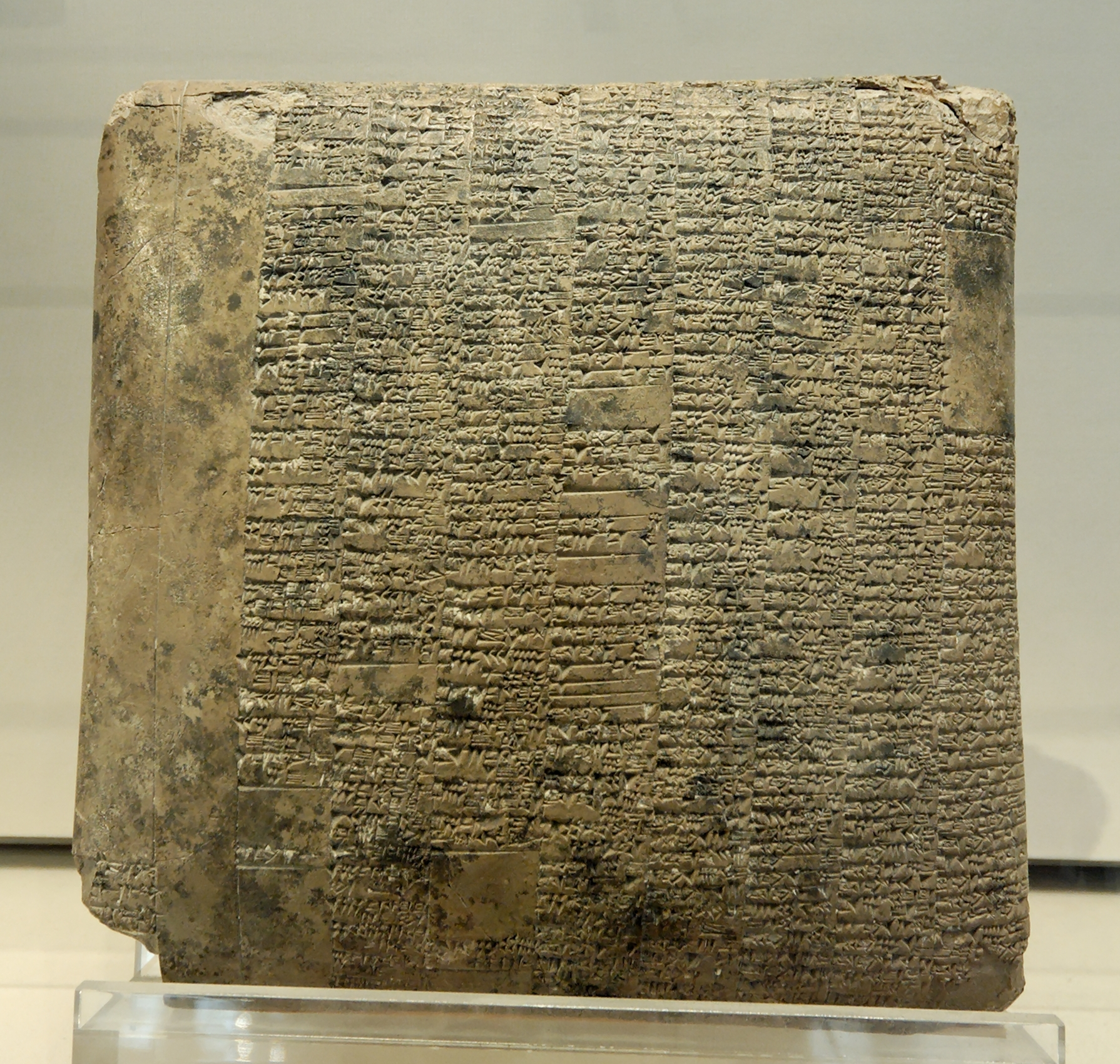
Річний бухгалтерський звіт державних господарств, оформлений писарів відповідальними за ремісників: Близько 2040 до н. е. (III династії Ура)

За часів правління Шульгі всі храмові й імператорські господарства в межах «царства Шумеру і Аккаду» були злиті в одне уніфіковане державне господарство. Основний персонал цього господарства становили рабині (Нгема)і т. н. «Молодці»(гуруші); хоча останні й не називалися рабами, але фактично за статусом нічим від них не відрізнялися . Шульгі спорудив в Урі величезний палац Ехурсаг, в якому розмістив увесь чиновницький апарат держави. Всі ті функції, які раніше виконувала храмова адміністрація, тепер перейшли до царського апарату. Палац контролював усі сторони господарського життя Шумеру, вів облік податкових надходжень, доходів від царських маєтків і майстерень, податей і данини. Продовжуючи розпочату батьком уніфікацію, Шульги запровадив обов'язкову для всієї держави єдину систему мір і ваг, визначив точний розмір мит і т. д.

## Обожнення
Шульгі був наймогутнішим царем III династії Ура. Він підкорив своєї влади жрецтво. Могутність Шульгі було настільки величезна, що він вирішив взяти собі титул бога: в написах перед його ім'ям, як і перед іменами давніх шумерських богів стоїть знак — символ бога. До його імені додалося ім'я бога Сіна, і він став називатися Шульгі-Сін. На честь Шульгі-Сіна були споруджені храми, в яких стояли його статуї і відбувалися жертвоприношення. Сьомий місяць в шумерському календарі став носити ім'я царя. Шульгі, мабуть, спробував взагалі ліквідувати сліди общинного самоврядування. При ньому усі, навіть не надто важливі судові справи вирішував одноосібний царський чиновник — енсі.

## Законодавча діяльність
Шульгі відомий в історії не тільки як грізний завойовник, але і як законодавець. Він написав закони для свого царства, з яких до наших днів збереглися лише фрагменти. Однак цього цілком достатньо, щоб мати уявлення про правову базу Аккадсько-Шумерського царства. Так, у збережених параграфах кодексу Шульгі йдеться про покарання за перелюбство, помилковий доніс і лжесвідчення, про правила розлучення, про тілесні ушкодження, про повернення рабів-утікачів. Основним видом покарання у законах Шульгі була грошова компенсація, яку винний виплачував потерпілому; про смертну кару не згадується.
Дружиною Шульгі була енергійна, діяльна семітка на ім'я Абісімті; вона пережила Шульгі і залишалася царицею при трьох спадкоємцях Шульгі, двоє з яких, принаймні, — Шу-Сін та Іббі-Сін — носили семітські імена. Шульгі був великим шанувальником шумерської літератури і культури та головним патроном шумерської школи, едуббі. У своїх гімнах він хизується своєю освіченістю і ерудицією, набутою в едуббі у дні молодості, і заявляє, що пройшов весь курс і став умілим писарем. Шульгі, за його власними словами, знав шумерську, еламську, аморейску, субарейську мови, і ще міг порозумітися з «людьми чорних гір».
Правив Шульгі 48 років.